# درگیری در میشیگان

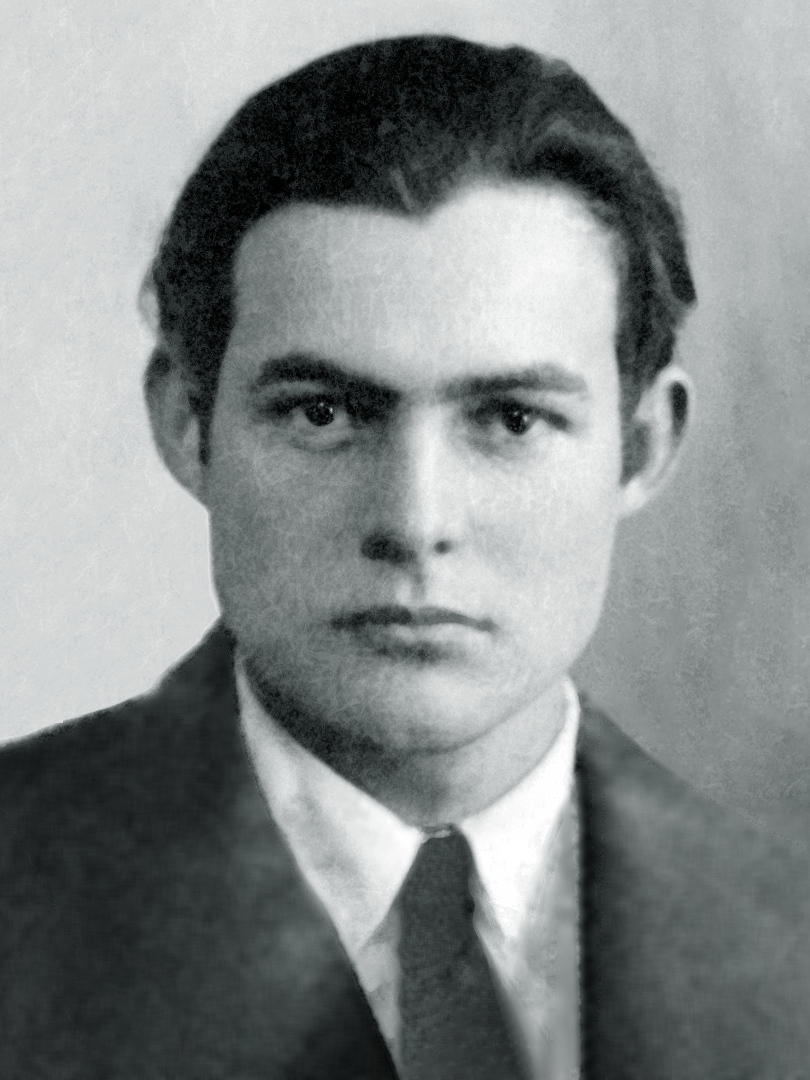
ارنست همینگوی - 1923

درگیری میشیگان داستان کوتاهی از ارنست همینگوی نویسنده آمریکایی است که در سال ۱۹۲۱ نوشته و در سال ۱۹۳۸ بازبینی شده‌است. این داستان در سه داستان و ده شعر (۱۹۲۳) و ستون پنجم و اولین چهل و نه داستان (۱۹۳۸) گردآوری شده‌است.

## خلاصه داستان
جیم گیلمور، آهنگر، به خلیج هورتون می‌آید و مغازه آهنگری را می‌خرد. لیز کورتس که عاشق جیم است، زن جوانی است که به عنوان پیشخدمت برای اسمیت‌ها کار می‌کند. جیم، دی جی اسمیت و چارلی وایمن به یک سفر شکار آهو می‌روند. وقتی شکارچیان برمی گردند، چند نوشیدنی می‌نوشند. بعد از شام و چند نوشیدنی دیگر، جیم به آشپزخانه می‌رود و لیز را نوازش می‌کند و می‌گوید: «بیا قدم بزنیم.» آنها به انتهای اسکله می‌روند، جایی که دستان جیم بدن لیز را کشف می‌کنند. او می‌ترسد و التماس می‌کند که دست از کار بکشد. جیم خواسته اش را به زور عملی می‌کند و بالای سر لیز غش می‌کند.لیز از زیر او بیرون می‌آید و سعی می‌کند او را بیدار کند و با کتش او را می‌پوشاند.